# De prins op het verkeerde paard
De prins op het verkeerde paard is een chicklitroman van de Engelse schrijfster Jill Mansell uit 2003. De oorspronkelijke Engelse titel is Falling for you.

## Structuur
Het verhaal speelt zich af in de tegenwoordige tijd in een dorpje in Engeland, Ashcombe genaamd. Dit dorp is gelegen in een dal bij de Cotswolds.
Het grote probleem in dit verhaal voor de hoofdpersonen is dat Maddy's zus was aangereden door de broer van Kerr, althans, dat wordt gezegd.  Als Maddy verliefd wordt op Kerr leidt dat tot complicaties. Het vertelperspectief is de ik-vorm.

## Samenvatting
Maddy Harvey is de hoofdpersoon in dit verhaal. Zij is een rustige vrouw die er vroeger heel anders uitzag dan tegenwoordig. Zij heeft tegenwoordig mooi blond haar en ziet er volgens haar vriendinnen uit als een mooie zwaan. Ook Kerr McKinnon, de toekomstige vriend van Maddy, speelt in dit verhaal een grote rol. Hij is een energiek persoon. Over zijn uiterlijk is weinig bekend.
Als Maddy op een dag bij een feestje een knappe jongen genaamd Kerr McKinnon tegenkomt slaat haar hart op hol. Omdat Maddy haar lenzen niet in heeft en Kerr zijn naam niet zegt maar alleen zijn visitekaartje geeft, weet Maddy niet wie hij eigenlijk is. Kerr's broer heeft, toen Maddy en Kerr jonger waren, Maddy's zusje doodgereden. Zij leed aan het syndroom van Down en daarom dacht iedereen dat het ongeluk niet door de broer van Kerr was veroorzaakt maar doordat het zusje van Maddy op straat liep. Maddy heeft een afspraak met Kerr bij zijn bedrijf omdat zij bij een broodjescateraar werkt. Als zij Kerr opnieuw maar dan goed ziet schrikt ze heel erg. Maddy en Kerr krijgen een geheime relatie, maar niemand mag ervan weten omdat hun families al jaren ruzie hebben door het ongeluk. Het is nog een hele opgave om de relatie van Maddy en Kerr geheim te houden, vooral omdat een kennis uit het dorp erachter komt en alles verkeerd dreigt te lopen.